# Andy Breckman
Andy Breckman (Filadélfia, 3 de março de 1955) é um roteirista, comediante e locutor de rádio americano. Conhecido por ser o criador e produtor executivo da série de televisão Monk: Um Detetive Diferente, exibida originalmente no canal americano USA Network. Ele era antes um dos escritores de Saturday Night Live e Late Night with David Letterman.
Breckman saiu de Boston University, uma universidade de Boston em sua mocidade para  tentar sua habilidade de comédias. Ele escreveu diversos filmes de comédia, incluindo Sgt. Bilko e Tá Todo Mundo Louco.
Breckman mora em Madison, Nova Jersey com sua esposa, produtora de documentários, Beth Landau.